# Wapen van Baijum

Wapen van Baijum

Het wapen van Baijum is het dorpswapen van het Nederlandse dorp Baijum, in de Friese gemeente Waadhoeke. Het wapen werd in 2001 geregistreerd.

## Beschrijving
De blazoenering van het wapen luidt als volgt:
Doorsneden: I in zilver drie Gothische nissen van keel; met in iedere nis een baksteen van hetzelfde; II in azuur twee schaapskoppen van zilver en een korenschoof van goud; geplaatst 2 en 1.
De heraldische kleuren zijn: zilver (zilver), keel (rood), azuur (blauw) en goud (goud).

## Symboliek
- Gotische nissen: ontleend aan het doopvont in de kerk van Baijum.[3]
- Stenen: verwijzen naar steenbakkerij die bij het dorp gelegen was.[3]
- Korenschoof: duiden op de landbouw rond het dorp.[3]
- Schapenkoppen: staan voor de veehouderij.[3]
- Blauw veld: afkomstig van het wapen van Littenseradeel, de gemeente waar Baijum eertijds tot behoorde.[3]

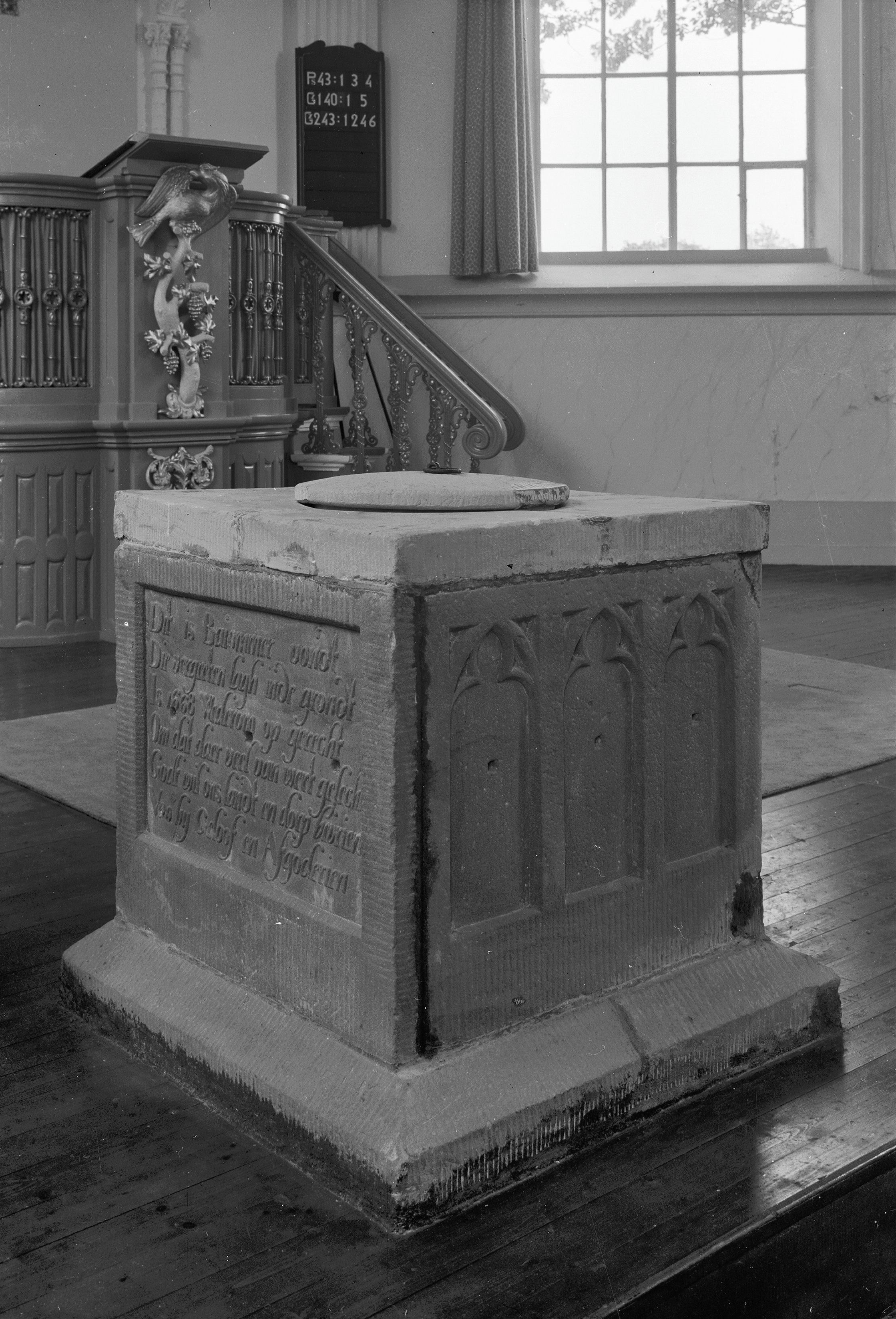
Het doopvont van Baijum.
Het wapen van Littenseradeel.

## Zie ook

Vlag van Baijum